# موریس گلز
موریس گلز (فرانسوی: Maurice Gleize‎، زاده ۴ آوریل ۱۸۹۸ - درگذشته ۵ نوامبر ۱۹۷۴) کارگردان و فیلم‌نامه‌نویس اهل فرانسه است.
وی کارگردان فیلم‌هایی همچون آب‌سنگ‌های مرجانی بوده است.